# Polska Formuła Easter Sezon 1986
1986 – dwunasty sezon Polskiej Formuły Easter. Był rozgrywany w ramach WSMP jako klasa 6. Składał się z pięciu eliminacji. Mistrzem został Stefan Banaszak (Promot II).

## Kalendarz wyścigów
| Runda | Data        | Tor    | Pole position         | Najszybsze okrążenie | Zwycięzca (kierowcy) | Zwycięzca (zespoły)       |
| ----- | ----------- | ------ | --------------------- | -------------------- | -------------------- | ------------------------- |
| 1     | 11 maja     | Poznań | Jerzy Mazur           | ?                    | Piotr Górecki        | Automobilklub Morski      |
| 2     | 25 maja     | Poznań | Stefan Banaszak       | ?                    | Stefan Banaszak      | Automobilklub Szczeciński |
| 3     | 22 czerwca  | Poznań | Andrzej Wojciechowski | ?                    | Stefan Banaszak      | Automobilklub Szczeciński |
| 4     | 7 września  | Toruń  | Stefan Banaszak       | ?                    | Stefan Banaszak      | Automobilklub Szczeciński |
| 5     | 28 września | Kielce | Stefan Banaszak       | ?                    | Jerzy Mazur          | Automobilklub Dolnośląski |

## Klasyfikacja kierowców
| Legenda oznaczeń w tabelach wyników Wyświetl szablon na nowej stronie | Legenda oznaczeń w tabelach wyników Wyświetl szablon na nowej stronie                                                                     |
| Oznaczenie                                                            | Wyjaśnienie |
| --------------------------------------------------------------------- | --- |
| Złoty                                                                 | Zwycięzca lub mistrzostwo |
| Srebrny                                                               | 2. miejsce lub wicemistrzostwo |
| Brązowy                                                               | 3. miejsce lub II wicemistrzostwo |
| Zielony                                                               | Ukończył, punktował (w klasyfikacji generalnej, gdy zdobył co najmniej jeden punkt na przestrzeni sezonu, poza trzema powyższymi opcjami) |
| Niebieski                                                             | Ukończył, nie punktował (w klasyfikacji generalnej, gdy nie zdobył co najmniej jednego punktu na przestrzeni sezonu)                      |
| Czerwony                                                              | Nie zakwalifikował się (NZ) |
| Czerwony                                                              | Nie prekwalifikował się (NPK) |
| Różowy                                                                | Nie ukończył (NU) |
| Różowy                                                                | Niesklasyfikowany (NS) (w klasyfikacji generalnej, gdy nie został sklasyfikowany w żadnym wyścigu sezonu)                                 |
| Czarny                                                                | Zdyskwalifikowany (DK) |
| Czarny                                                                | Wykluczony (WYK/EX) |
| Biały                                                                 | Nie wystartował (NW) |
| Biały                                                                 | Kontuzjowany (K/INJ) |
| Biały                                                                 | Wyścig odwołany (OD/C) |
| Bez koloru                                                            | Został wycofany (WYC/WD) |
| Bez koloru                                                            | Nie przybył (NP/DNA) |
| Bez koloru                                                            | Nie brał udziału w treningach (NT/DNP) |
| Bez koloru                                                            | Nie został zgłoszony (–) |
| Pogrubienie                                                           | Start z pole position |
| Kursywa                                                               | Najszybsze okrążenie wyścigu |
| †                                                                     | Nie ukończył, ale jego rezultat został zaliczony ze względu na przejechanie więcej niż 90% dystansu wyścigu.                              |
| *                                                                     | Sezon w trakcie |
| 1/2/3                                                                 | Punktowana pozycja w sprincie kwalifikacyjnym                                                                                             |
| Lista systemów punktacji Formuły 1                                    | |

| Poz. | Kierowca              | Zespół                        | POZ | POZ | POZ | TOR | KIE | Punkty |
| ---- | --------------------- | ----------------------------- | --- | --- | --- | --- | --- | ------ |
| 1    | Stefan Banaszak       | Automobilklub Szczeciński     | 7   | 1   | 1   | 1   | 3   | 193    |
| 2    | Piotr Górecki         | Automobilklub Morski          | 1   | 14  | 2   | 2   | 2   | 188    |
| 3    | Jerzy Mazur           | Automobilklub Dolnośląski     | NU  | 3   | 3   | 4   | 1   | 177    |
| 4    | Józef Kiełbania       | Automobilklub Świętokrzyski   | 2   | 8   | 11  | 7   | 4   | 162    |
| 5    | Jacek Szmidt          | Automobilklub Toruński        | 10  | 5   | 6   | 8   | 5   | 156    |
| 6    | Hieronim Kochański    | Automobilklub Warszawski      | NU  | 4   | 14  | 3   | 6   | 154    |
| 7    | Artur Skwarzyński     | Autoklub Rzemieślnik Warszawa | 9   | 10  | 5   | 6   | 10  | 150    |
| 8    | Tomasz Sikora         | Automobilklub Kielecki        | 4   | 9   | 9   | -   | 12  | 146    |
| 9    | Krzysztof Godwod      | Autoklub Rzemieślnik Warszawa | 11  | 7   | -   | 10  | 13  | 139    |
| 10   | Janusz Orłowski       | Automobilklub Szczeciński     | NU  | 15  | 7   | 14  | 15  | 129    |
| 11   | Piotr Lenartowicz     | Automobilklub Świętokrzyski   | -   | 20  | 10  | 16  | 8   | 126    |
| 12   | Ryszard Plucha        | Automobilklub Warszawski      | NU  | 18  | 17  | 11  | 11  | 123    |
| 13   | Andrzej Sumara        | Automobilklub Morski          | 13  | 19  | 15  | 13  | -   | 120    |
| 14   | Tomasz Szczęsny       | Automobilklub Warszawski      | 5   | 17  | 4   | NU  | NU  | 109    |
| 15   | Ryszard Zygmunt       | Automobilklub Morski          | 14  | 13  | 8   | -   | NU  | 100    |
| 16   | Zdzisław Kupaj        | Automobilklub Kaliski         | 18  | NU  | 12  | 9   | -   | 96     |
| 17   | Andrzej Godula        | Automobilklub Krakowski       | 8   | 11  | 21  | -   | NU  | 95     |
| 18   | Zbigniew Salwiński    | Autmobilklub Morski           | NU  | 12  | 13  | 15  | -   | 95     |
| 19   | Stanisław Fiedor      | Automobilklub Krakowski       | 17  | NU  | NS  | 17  | 14  | 87     |
| 20   | Mariusz Podkalicki    | Automobilklub Szczeciński     | NS  | 2   | NU  | 5   | NU  | 86     |
| 21   | Andrzej Wojciechowski | Automobilklub Śląski          | 3   | 6   | NU  | -   | -   | 82     |
| 22   | Tomasz Jeromin        | Automobilklub Świętokrzyski   | 6   | -   | -   | NU  | 9   | 75     |
| 23   | Eugeniusz Zarzycki    | Autoklub Rzemieślnik Warszawa | NU  | -   | 19  | -   | 7   | 64     |
| 24   | Andrzej Grabowski     | Autmobilklub Morski           | 12  | NU  | 20  | NU  | NU  | 58     |
| 25   | Jerzy Mentel          | Automobilklub Śląski          | 16  | -   | 16  | -   | -   | 58     |
| 26   | Marek Oryński         | Automobilklub Krakowski       | -   | 21  | 18  | -   | -   | 51     |
| 27   | Dariusz Nowaczyński   | Automobilklub Wielkopolski    | -   | -   | -   | 12  | -   | 33     |
| 28   | Andrzej Dziurka       | Automobilklub Śląski          | 15  | -   | -   | NU  | -   | 30     |
| 29   | Robert Gajór          | Automobilklub Morski          | NU  | 16  | NU  | NU  | -   | 29     |
| 30   | Marek Obarski         | Automobilklub Wielkopolski    | -   | 22  | NU  | NU  | -   | 23     |
| DK   | Grzegorz Niśkiewicz   | Automobilklub Łódzki          | -   | 23  | -   | WYK | -   | 0      |
| NS   | Zbigniew Pokorski     | Automobilklub Świętokrzyski   | NU  | -   | -   | -   | -   | 0      |
| NS   | Henryk Pineles        | Automobilklub Zabrze          | NU  | NU  | -   | -   | -   | 0      |
| NS   | Tadeusz Kłosowski     | Automobilklub Morski          | NU  | -   | -   | -   | -   | 0      |
| NS   | Marek Kostikow        | Automobilklub Wielkopolski    | -   | NU  | -   | -   | -   | 0      |
| NS   | Krzysztof Kotowicz    | Automobilklub Wielkopolski    | -   | -   | -   | NU  | -   | 0      |
| NS   | Kazimierz Sołtowski   | Automobilklub Szczeciński     | -   | -   | -   | -   | NU  | 0      |